# Wjatscheslaw Iwanowitsch Kotschemassow

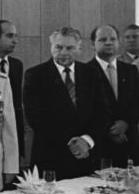
Wjatscheslaw Iwanowitsch Kotschemassow (1985)

Wjatscheslaw Iwanowitsch Kotschemassow (russisch Вячеслав Иванович Кочемасов; * 18. September 1918 in Gagino, Oblast Nischni Nowgorod, Russland; † 25. August 1998 in Moskau) war ein sowjetischer Diplomat und von 1983 bis 1990 Botschafter in der DDR.

## Leben
Kotschemassow war seit 1942 Mitglied der  KPdSU. Nach dem Zweiten Weltkrieg war er zunächst Funktionär in der internationalen Arbeit des Jugendverbandes Komsomol. Von 1955 bis 1960 war er erstmals in der sowjetischen Botschaft in der DDR tätig. 
Von 1966 bis 1983 war Kotschemassow stellvertretender Vorsitzender des Ministerrates der Russischen Sozialistischen Föderativen Sowjetrepublik, er hatte außerdem Leitungsfunktionen in der All-Unionsgesellschaft für den Schutz von historischen Denkmälern und der Kultur sowie in der Sowjetischen Gesellschaft für Freundschaft und kulturelle Beziehungen mit den Völkern anderer Länder (SSOD) inne. Von 1966 bis 1983 war er Kandidat und von 1983 bis 1990 Vollmitglied des Zentralkomitees der KPdSU.
Im Jahr 1983 wurde er vom  Staats- und Parteichef Juri Andropow als Nachfolger von Pjotr Abrassimow zum Botschafter der Sowjetunion in der DDR berufen. 1985 bis zum Zerfall der Sowjetunion 1990/91 praktizierte Michail Gorbatschow Glasnost und Perestroika; dadurch änderte sich das Verhältnis zwischen DDR und Sowjetunion erheblich. 
Am Abend des Mauerfalls am 9. November 1989 unternahm Kotschemassow nichts, er ging gegen 22 Uhr zu Bett. Beim Vereinigungsprozess der beiden deutschen Staaten vertrat Kotschemassow Interessen der Sowjetunion.
In diesem Zusammenhang übergab er am 16. April 1990 dem neu ernannten Ministerpräsidenten der DDR, Lothar de Maizière, ein „Non-Paper“, in dem die Sowjetunion ihre Grundsätze zum Vereinigungsprozess in elf Punkten zusammengefasst hatte. In diesem inoffiziellen Dokument waren unter anderem eine klare Ablehnung einer Vereinigung beider deutschen Staaten nach Artikel 23 Grundgesetz und die Ablehnung einer Mitgliedschaft in der NATO für ein wiedervereinigtes Deutschland formuliert.
Anfang Juni 1990 wurde Kotschemassow von seinem Posten als Botschafter abberufen und trat in den Ruhestand. Sein Nachfolger als sowjetischer Botschafter in der DDR wurde Gennadi Schikin. Kotschemassow verstarb 1998 in Moskau, sein Grab befindet sich auf dem Friedhof Trojekurowo.
Kotschemassow wurde unter anderem mit dem Leninorden und dem Orden des Roten Banners der Arbeit ausgezeichnet.

## Werke (Auswahl)
- Meine letzte Mission Dietz Verlag Berlin, 1994